# Knut Irwe
Knut Erik Irwe, född 2 maj 1912 i Trolleholm, Torrlösa socken, Malmöhus län, död 23 november 2002 i Göteborg, var en svensk målare, dekorationsmålare och konstpedagog.

## Biografi

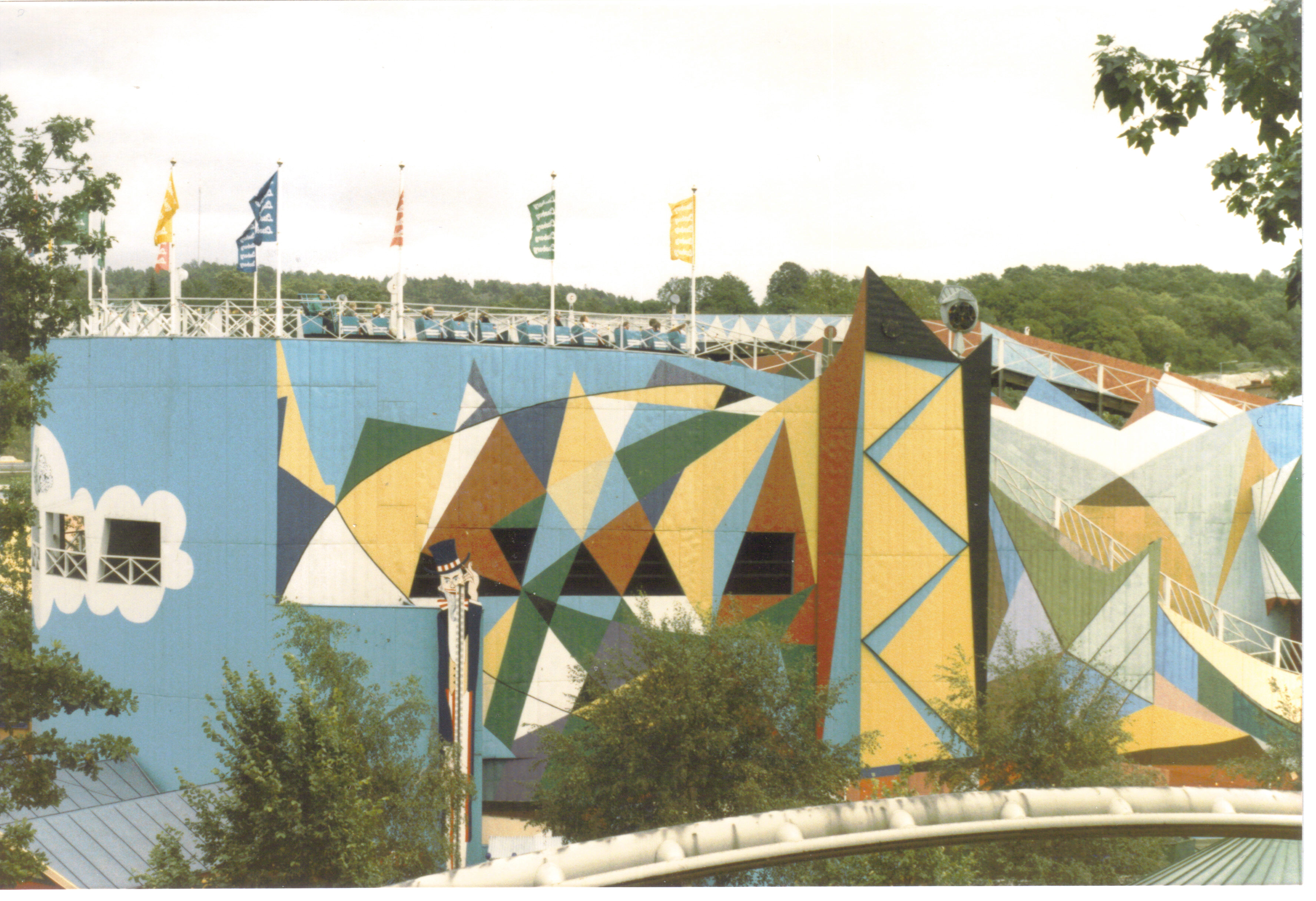
Del av dekoren på Gamla bergbanan på Liseberg som Knut Irwe skapade 1955-1956. Foto från september 1987, strax före bergbanan revs.

Han var son till gårdsägaren Albert Wilhelm Jönsson och Emma Kristina Lundin. Han antog namnet Irwe i början av 1930-talet. Han var från 1946 gift med May Daisy Andréasson (1919–1994). Irwe bedrev självstudier under tre år innan han studerade vid Konsthögskolan i Stockholm 1930–1934 med Gösta von Hennigs, Albert Engström och Otte Sköld som lärare. Därefter studerade han för Kræsten Iversen vid den danska konstakademien 1935–1936 och under en studieresa till Paris 1938 studerade han för Marcel Gromaire och bedrev självstudier i Auvers-sur Oise. Samma år bosatte han sig i Göteborg där han bland annat arbetade som lärare på Konstindustriskolan mellan 1957 och 1977 och även som lärare på Hovedskous Målarskola 1966–1967. 
Han debuterade i en utställning med Skånes konstförening 1936 och medverkade därefter i samlingsutställningar på bland annat Institut Tessin, Göteborg och Köpenhamn. Tillsammans med Carsten Hvistendahl ställde han ut i Göteborg 1943 och tillsammans med Ragnar Högman i Stockholm 1947. Han tilldelades Skånes konstförening resestipendium 1953, Göteborgs stads kulturstipendium 1954, statligt arbetsstipendium 1980 och Göteborgs Stads förtjänstmedalj i guld 1987. År 1955 var han en av utställarna på det i Malmö nyöppnade Galerie Colibri. 
Hans tidiga måleri var inspirerat av göteborgskoloristerna för att sedan abstraheras under 1950-talet där motivet, ofta med utgångspunkt i naturen, fortfarande kunde skönjas. Hans sena måleri hämtade ofta sina motiv från bibeln och från och med 1970-talet skulpterade han även i trä.
Irwe har skapat ett antal stora offentliga konstverk där det kanske mest kända var hans dekorering av gamla Bergbanan på Liseberg. Från september 1955 till april 1956 arbetade Irwe, 15 målare och 17 snickare med att forma ett stiliserat alplandskap och ett parti som kallades "Bergakungens sal". 
Andra större offentliga verk är bland andra krucifixet med tillhörande fönster och 18 mosaikkompositioner ur Jesu liv som han skapade 1963–1970 för Högsbo kyrka i Göteborg, altartavlan i mosaik i Allhelgonakyrkan 1968 och även dekoren till Stora Teaterns uppsättning av Värmlänningarna 1963, väggmålningen på Praktiska Mellanskolan i Göteborg, fönster i arkitekturglas för Paulssonbolagen, en väggmålning på Länssparbanken i Göteborg, fönster i arkitekturglas, samt altartavla i smaltomosaik till Strömstads kyrka, två fönster i arkitekturglas för Tynnereds kyrka och två fönster i arkitekturglas till Sahlgrenska sjukhuset i Göteborg. 
Hans konst består av porträtt, figurkompositioner, interiörer med figurer, djurmotiv, samt landskap från Skåne och Frankrike. Irwe är representerad vid Nationalmuseum, Moderna museet, Göteborgs konstmuseum, Malmö museum, Lunds konstmuseum, Ystads konstmuseum, Teckningsmuseet i Laholm, Statens konstråd, Institut Tessin i Paris och Göteborgs konstnämnd.
Makarna Irwe är begravda på Örgryte nya kyrkogård.